# Frei-Weinheim
Frei-Weinheim (auch Ingelheim-Nord) ist ein Stadtteil der Kreisstadt Ingelheim am Rhein im Landkreis Mainz-Bingen in Rheinland-Pfalz. Bis 1939 war der heutige Stadtteil eine selbstständige Ortsgemeinde. Im Mittelalter war der Ort wichtiger Hafenort für die Kaiserpfalz in Nieder-Ingelheim und Teil des Ingelheimer Grundes.

## Geografie

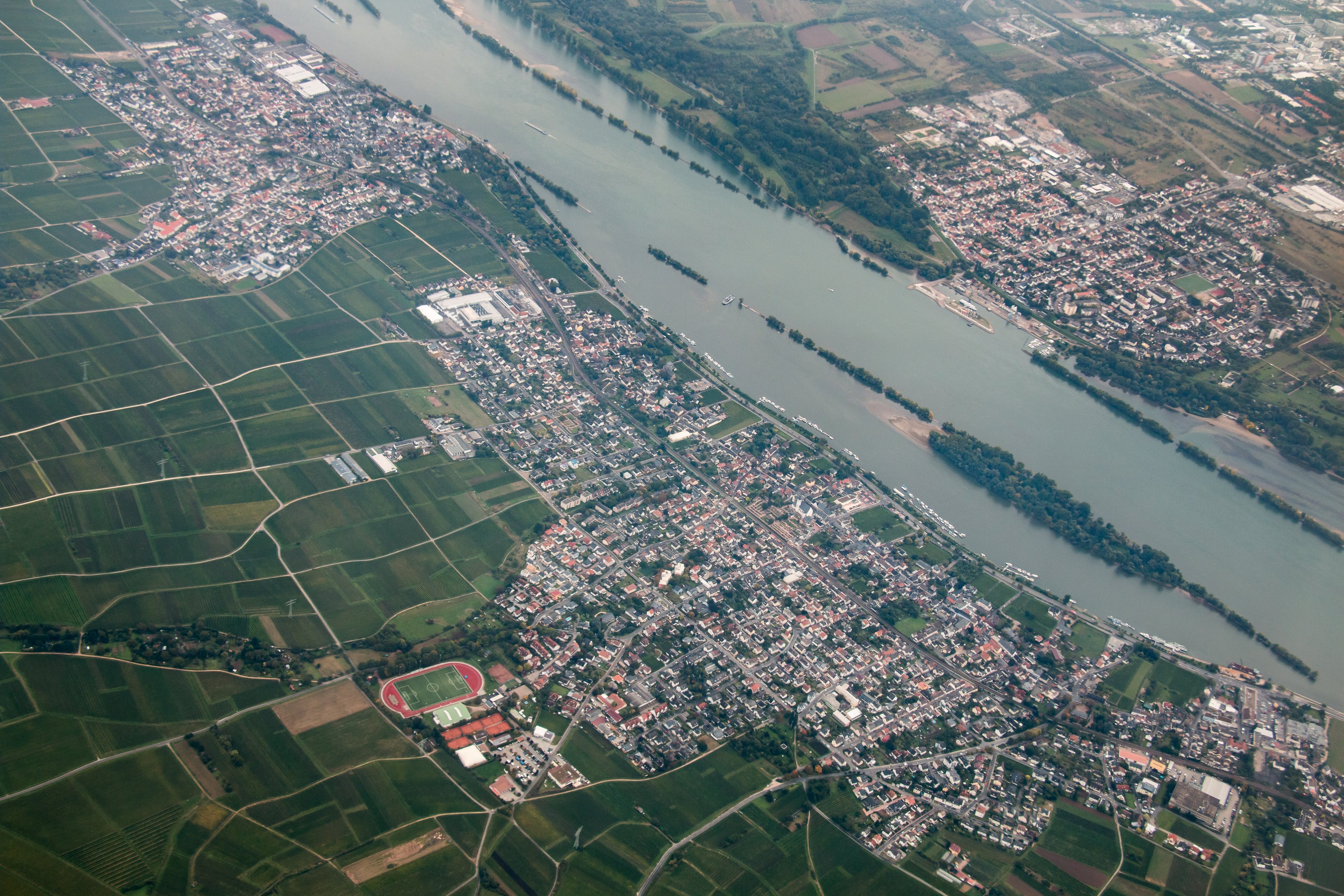
Luftaufnahme von Frei-Weinheim (oben rechts), dem Rhein und Oestrich-Winkel (links)

Frei-Weinheim liegt am Rhein auf Höhe des Stromkilometers 519, 81 m ü. NN bis 88 m ü. NN er bildet die nördliche Grenze des Stadtteils. Bis zur Eingemeindung von Heidesheim am Rhein nach Ingelheim 2019 bildete der Ortsbezirk den einzigen Zugang Ingelheims zum Rhein. Frei-Weinheim dehnt sich vom Rhein weiter südlich bis zur A 60 aus, die auch als Grenze zwischen Ingelheim-West und Frei-Weinheim angesehen werden kann. An den Stadtteil grenzen westlich Bingen am Rhein und Gau-Algesheim. Getrennt vom Rhein, liegt auf der rechten Rheinseite Oestrich-Winkel sowie Geisenheim. Innerstädtisch grenzen südwestlich Sporkenheim, südlich Ingelheim-West, südöstlich Nieder-Ingelheim und östlich Heidesheim am Rhein an Frei-Weinheim.

### Geologie
Das Rheinufer ist geprägt von Auwäldern. Weiter südlich im Stadtgebiet, in der Nähe der Autobahn, sind Kalkflugsanddünen zu finden. Diese Erdformationen stehen nach dem rheinland-pfälzischen Landespflegegesetz unter Naturschutz. Ihre Beschädigung oder Beseitigung gelten als unausgleichbarer Eingriff in Natur und Landschaft.

## Geschichte
Zur römischen Zeit wird am Ufer Frei-Weinheims eine Fährstelle vermutet, mit der römischen Straße Mainz-Bingen und Trier wurde die Fähre mit einer Straße weiter östlich der heutigen Rheinstraße verbunden. Zudem bestand eine Villa rustica, sie lag in der Flur Rahnacker. Gegründet wurde die fränkische Siedlung im 6. Jahrhundert.

Die erste urkundliche Erwähnung Frei-Weinheims datiert aus dem Jahre 772. Ein gewisser Hrodolt schenkte in diesem Jahre sein Eigentum in Wihinheim dem Kloster Fulda. 

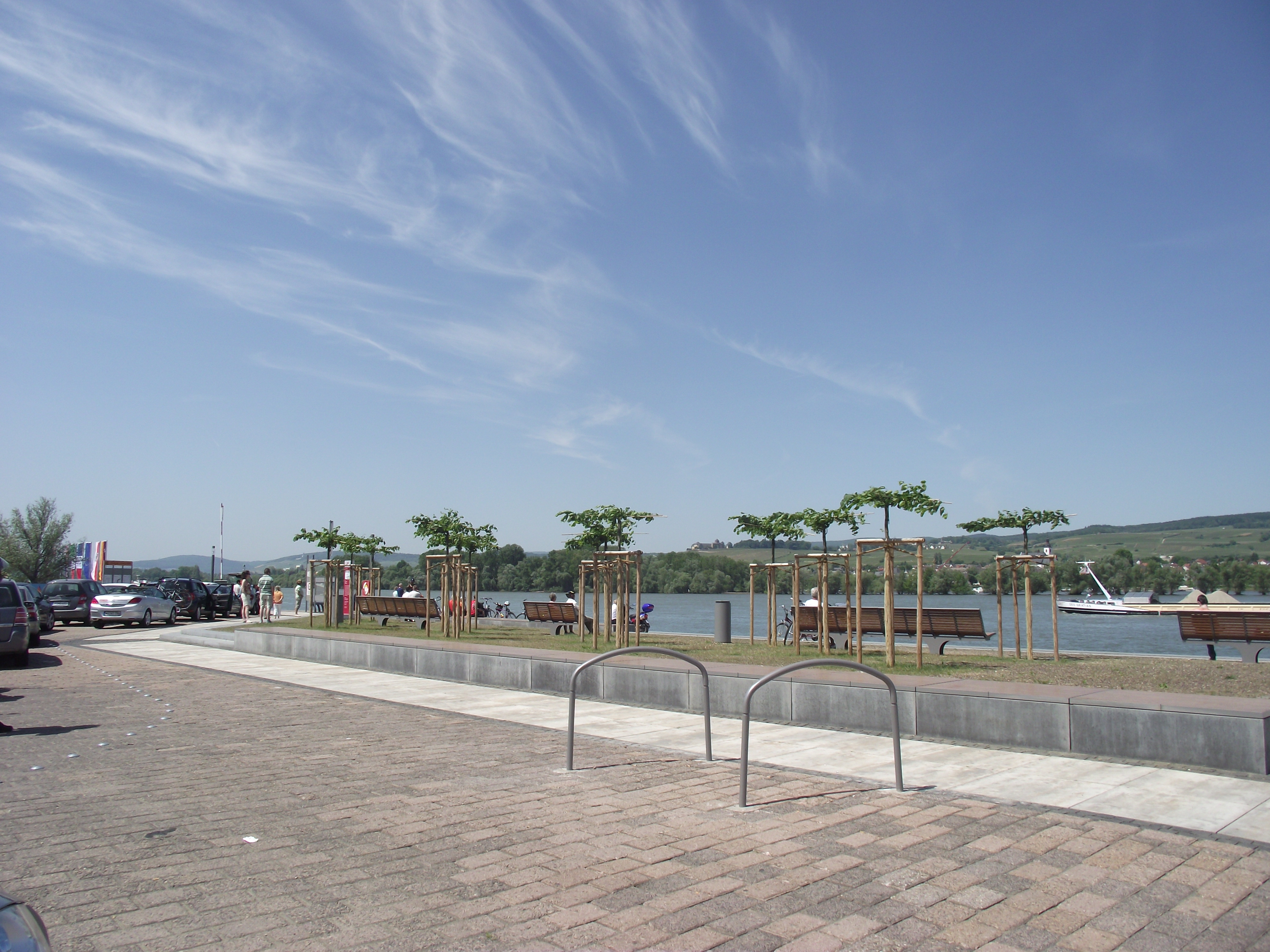
Die Hafenmole bei Frei-Weinheim

Die Geschichte des ehemaligen Fischerdorfes ist eng verbunden mit der des dortigen Hafens bei dem im Mittelalter überwiegend Wein aus dem pfälzischen Hinterland verladen worden war und Holz für die Bevölkerung angelandet wurde. Es war allerdings nur ein kleinerer Hafen, dessen Bedeutung als Umschlagplatz für Waren nicht allzu groß war.
Hier war auch in der karolingischen Zeit der Hafen der Kaiserpfalz von Nieder-Ingelheim. Ab 1190 war Frei-Weinheim im Lehenverzeichnis von Werner II. von Bolanden. 1375 kam es als Pfandschaft an die Kurpfalz. Erste Erwähnung eines Krans am Hafen Frei-Weinheims datiert aus dem Jahr 1348. Das Recht, diesen Kran für die Schifffahrt und den Handel auf dem Rheinstrom zu unterhalten, war den Städten Mainz und Bingen, die ebenfalls das Kranrecht besaßen, ein Dorn im Auge.
Kurfürst Friedrich I. von der Pfalz setzte sich zwar für das Recht des Ortes auf einen Kran ein, jedoch konnte er sich auf Dauer nicht halten und wurde abgerissen. Auch während des Mittelalters war eine Fähre über den Rhein in Betrieb. Marktrecht bekam das Dorf im Jahre 1493.
Ab dem Jahre 1648 gehörte Frei-Weinheim zusammen mit dem Rest des Ingelheimer Grundes zum kurpfälzischen Territorium. 1770 bis 1772 bestand ein Fruchtmarkt neben dem Wein- und Getreidemarkt. Im 15. Jahrhundert wurde der erste Rheindamm angelegt. Die zerstörerischen Hochwasser von 1737, 1751 und 1784 konnte der Rheindamm aber nicht verhindern und wurde im 19. Jahrhundert neu angelegt. Besonders das Hochwasser von 1784 zerstörte ein Großteil der Bausubstanz. Das letzte große Hochwasser suchte Frei-Weinheim im Jahr 1883 heim. Die französische Herrschaft ab 1797 bis 1814 trug zum Niedergang des Hafens bei Frei-Weinheim entscheidend bei, der erst mit der Industriellen Revolution wieder an Bedeutung gewann und dessen Bedeutung bis in die 1970er anhielt.
1899 wurde die Chemische Fabrik Frei-Weinheim von Dr. Hermann Bopp und Odernheimer gegründet. Sie stellte Bleiweiß, Farben und Weißlack her. Sie wurde 1945 nach dem Zweiten Weltkrieg, demontiert und nicht mehr in Betrieb genommen. Das Grundstück war bis in die 2000er Jahre mit Blei kontaminiert und musste saniert werden.
1939 wurde Frei-Weinheim als Stadtteil zusammen mit Sporkenheim, Nieder-Ingelheim und Ober-Ingelheim zur Stadt Ingelheim am Rhein vereint, was auch nach dem Krieg durch den demokratischen Stadtrat bestätigt wurde. In den 1950er Jahren wurde das Gebiet östlich der Rheinstraße baulich erschlossen. Der Hafen ist heute nur noch Umschlagplatz für Sand und Kies und wird durch die noch heute vorhandene Fährverbindung in den Rheingau (Hessen) und durch die ansässige Gastronomie belebt.

### Religion

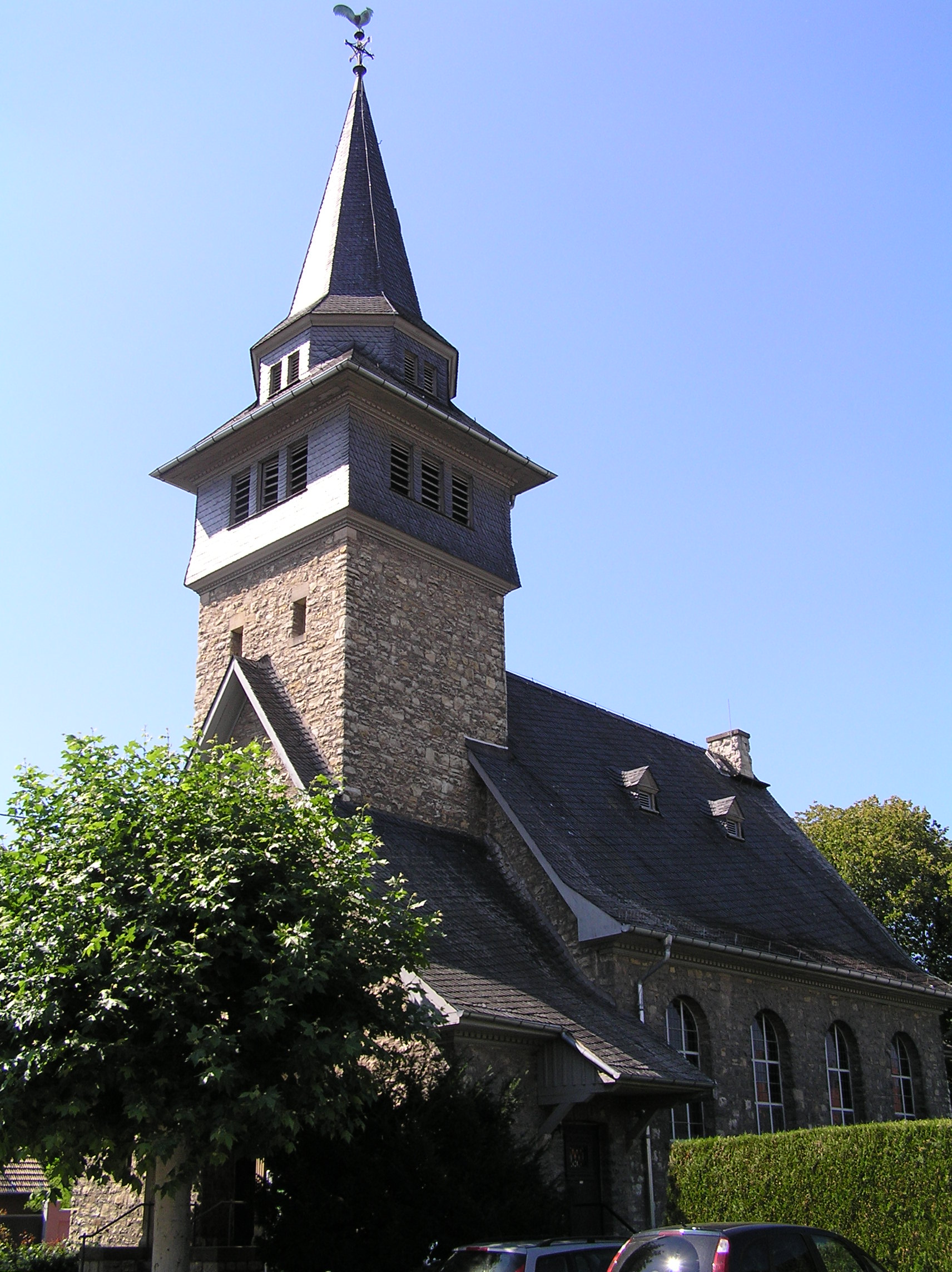
Die Gustav-Adolf Kirche (ev.) in Frei-Weinheim

Vor der Reformation bestand in Frei-Weinheim eine Pfarrei. Im Jahre 1330 präsentierte Rudolf von Rotenstein, Propst im Kollegialstift Maria zu den Staffeln in Mainz, dem Propst des Stiftes St. Viktor vor Mainz, Sohn Wolframs von Löwenstein, zur Pfarrei Frei-Weinheim. Die Pfarrkirche war dem Erzengel Michael geweiht. Sie lag im Erzbistum Mainz, stand unter dem Archidiakonat des Propstes von St. Maria im Felde außerhalb von Mainz und gehörte zum Dekanat Partenheim.
Im Zuge der Reformation wurde die katholische Bevölkerung Frei-Weinheims der Pfarrei Nieder-Ingelheim zugeteilt. In der pfälzischen Kirchenteilung 1705 fiel die katholische Kirche den Katholiken zu, die Pfarrei wurde aber nicht wieder errichtet. Die evangelische Gemeinde in Frei-Weinheim erhielt erst 1910 ein eigenes Gotteshaus an der Rheinstraße.

### Einwohnerentwicklung
Die Einwohnerentwicklung von Frei-Weinheim war in den Jahren 1787 bis 1815 war die Einwohnerzahl rückläufig. Die änderte sich mit der einsetzenden Industrialisierung. Ab der Eingliederung in die Stadt Ingelheim beschleunigte sich der Trend durch die Entstehung von Neubaugebieten östlich der Rheinstraße. Dieser Aufwärtstrend der Einwohnerzahl besteht bis heute.
| 1787 | 220  |
| 1815 | 192  |
| 1861 | 606  |
| 1905 | 838  |
| 1998 | 5661 |
| 2008 | 5443 |
| 2021 | 5184 |

## Politik
Heute gibt es keinen eigenen Ortsvorsteher oder Ortsbeirat in Frei-Weinheim. Überlegungen eine Ortsverwaltung beizubehalten nach Stadterhebung gab es 1938 noch, wurden aber nicht umgesetzt. Vor 1939 war die Gemeinde eigenständig und wurde von einem Bürgermeister vertreten.
| Bürgermeister Frei-Weinheims ab 1807 | Bürgermeister Frei-Weinheims ab 1807 | Bürgermeister Frei-Weinheims ab 1807 | Bürgermeister Frei-Weinheims ab 1807 |
| Name                                 | Funktion                             | Regierungszeit                       |                                      |
| ------------------------------------ | ------------------------------------ | ------------------------------------ | ------------------------------------ |
| Jakob Schaurer                       | Bürgermeister                        | 1807–1818                            |                                      |
| Jakob Friedrich Weitzel              | Bürgermeister                        | 1819–1922                            |                                      |
| Franz Kitzinger                      | Bürgermeister                        | 1822–1846                            |                                      |
| Nikolaus Schaurer                    | Bürgermeister                        | 1847–1873                            |                                      |
| Franz Klee                           | Bürgermeister                        | 1874–1886                            |                                      |
| Kaspar Leich                         | Bürgermeister                        | 1887–1892                            |                                      |
| Nikolaus Thorn                       | Bürgermeister                        | 1892–1899                            |                                      |
| Franz-Josef Kitzinger                | Bürgermeister                        | 1901–1939                            |                                      |

## Kultur und Sehenswürdigkeiten

### Bauwerke

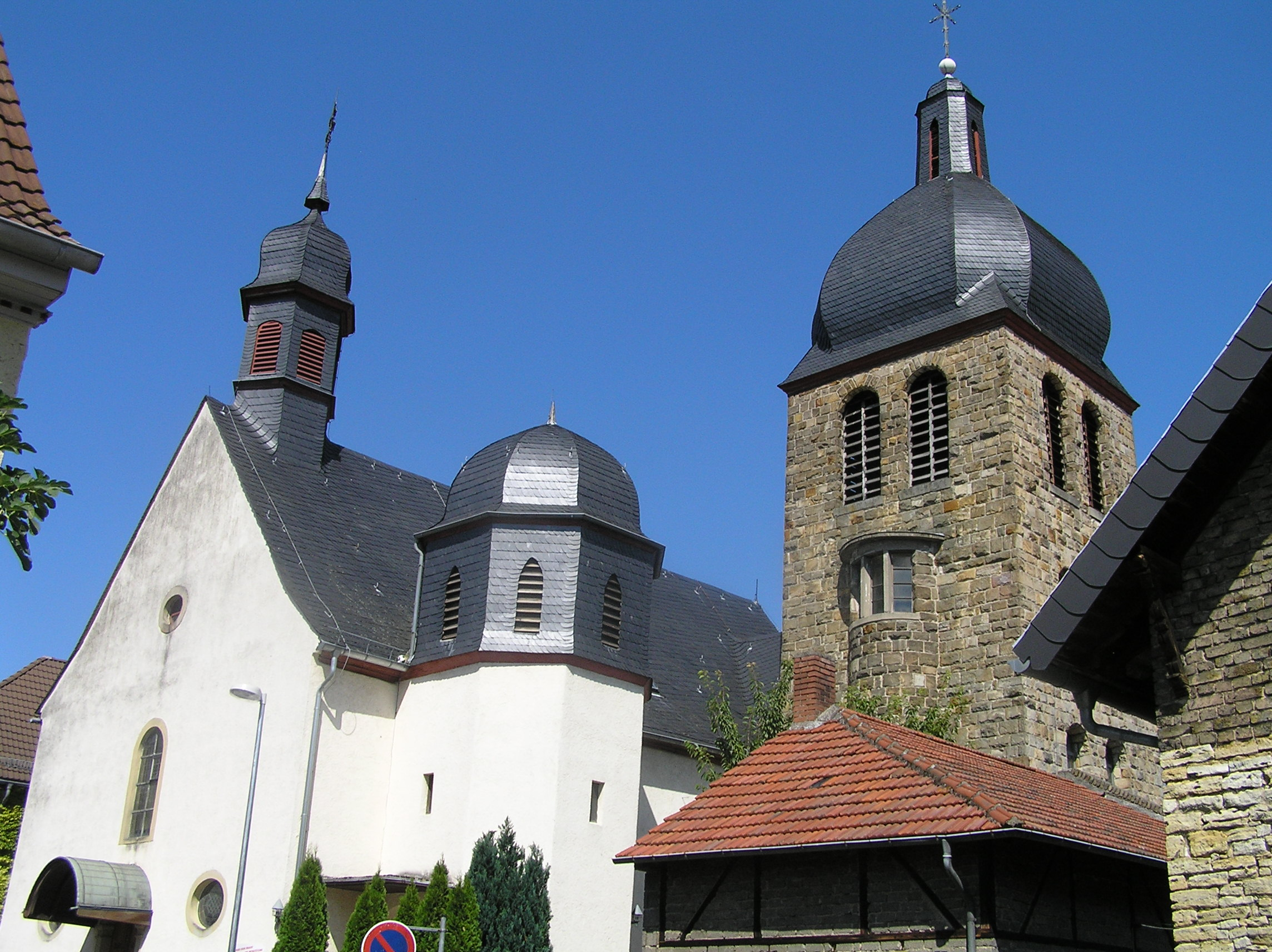
Katholische Kirche St. Michael in Frei-Weinheim
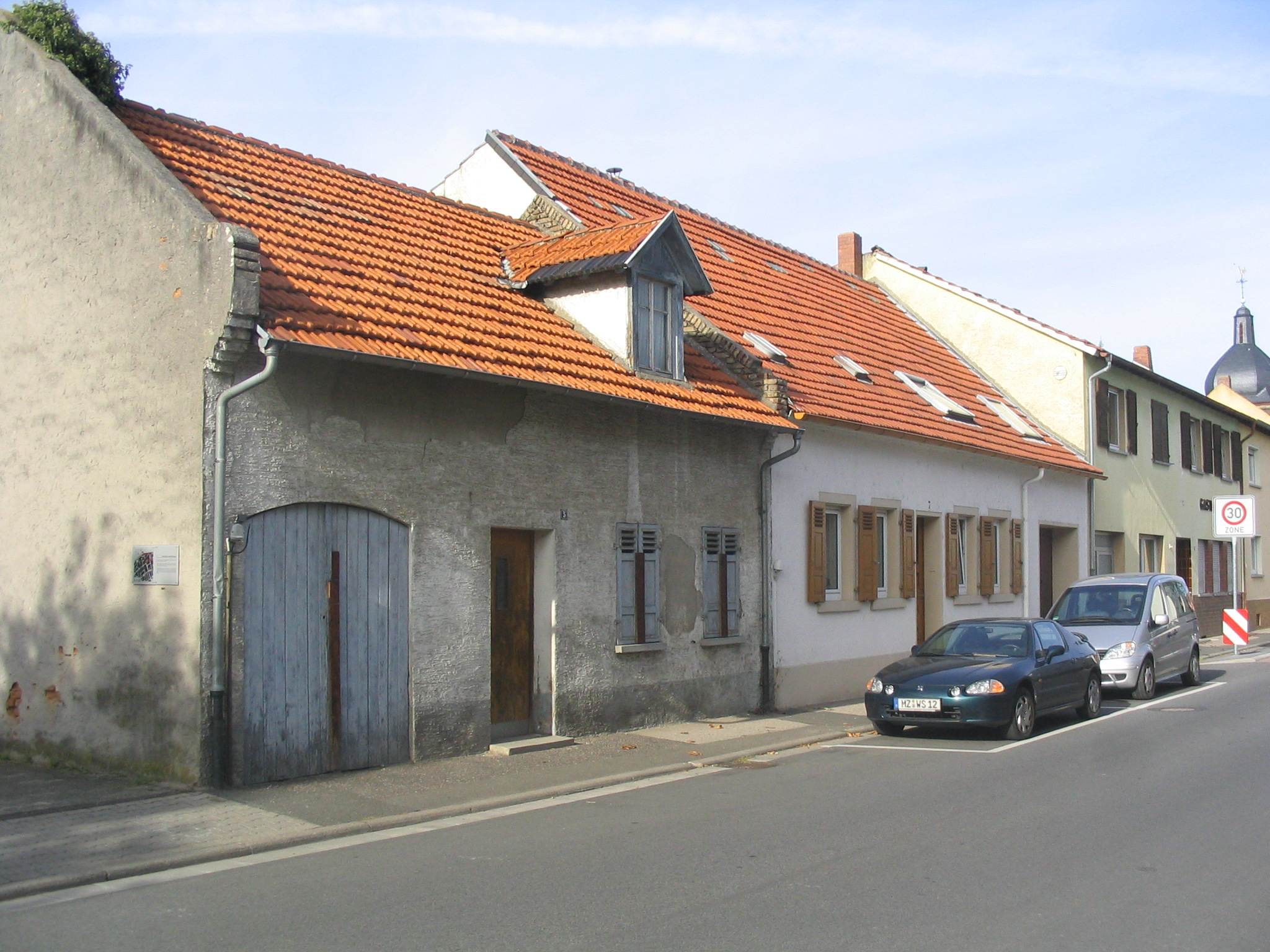
Ehemalige Schifferhäuser in der Schubertstraße

Im Stadtteil sind zwei historische Kirchenbauten erhalten geblieben.
Die evangelische Gustav-Adolf-Kirche stammt aus dem Jahre 1910 und wurde im Jugendstil errichtet.
Glasfenster hierzu schuf die Werkstatt Otto Linnemann aus Frankfurt. Die katholische Kirche St. Michael ist ein barocker Saalbau aus dem Jahre 1762, dessen großer im Jugendstil ausgeführter Glockenturm aus dem Jahre 1928 stammt.
Bauhistorisch bedeutsam sind auch die Fischer- und Schifferhäuser in der Schubertstraße sowie die Bebauung entlang der Dammstraße.
Es ist ein Fundament eines mittelalterlichen stationären Krans am Hafen vorhanden. Der ehemalige Selztalbahnhof samt Lokschuppen der ehemaligen Bahnlinie Frei-Weinheim-Jugendheim-Partenheim ist auch noch erhalten und wurde zu einer Gaststätte Zum Lokschuppen umfunktioniert.

### Parks und Naherholungsgebiete
Frei-Weinheim hat mit der Jungau ein Naherholungsgebiet östlich des Fähranlegers mit Spielplatz, Bolzplatz, Rollschuhbahn sowie breiten Spazier- und Radwegen. Die Freiflächen der Jungau werden unter anderem auch als Festplatz und für Veranstaltungen genutzt. Es gibt ein unbewachtes Strandbad mit Gaststätte westlich des Fähranlegers vor dem früheren Campingplatz.

### Sport und Vereine
Der Turnverein Frei-Weinheim bietet Krabbelturnen für Kleinkinder, allgemeines Kinderturnen, Gymnastik für alle Altersgruppen und eine Rückenschule an. Der VfL Frei-Weinheim bietet neben seiner Fußballabteilung Showtanz und Wandern an. Der Ruderverein Ingelheim hat sein Bootshaus an der Hafenmole von Frei-Weinheim; seine Mitglieder Albert Hedderich und Michael Dürsch wurden 1984 in Los Angeles Olympiasieger im Doppelvierer in Renngemeinschaft mit zwei Ulmern. Zudem gibt es einen Tischtennisclub.
Seit 1900 existiert der Carneval Verein Frei-Weinheim.

### Regelmäßige Veranstaltungen
Das Hafenfest auf der Jungau das seit den 1970ern stattfindet, hat sich zum zweitgrößten Volksfest der Stadt entwickelt es findet immer am letzten Wochenende im Juli statt und dauert in der Regel vier Tage. Ausrichter ist die Touristeninformation Ingelheim.
Vom jährlichen Kerbejahrgang wird die Entekerb mit dem traditionellen Entenessen Mitte Oktober organisiert. Sie findet ebenfalls auf der Jungau statt.

## Wirtschaft und Infrastruktur

### Ansässige Unternehmen
Seit 2009 hat die Weber-Stephen Deutschland GmbH ihren Hauptsitz in der Rheinstraße. Die Heidelberger Beton Rhein-Nahe GmbH & Co. KG stellt im Hafengebiet Fertigbeton her. Der Hafen ist auch Kies- und Sandumschlagsort die zur Fertigbetonproduktion benötigt wird.

### Verkehr
Die A 60 bildet heute die südliche Grenze des Stadtteils. Die Ausfahrt Ingelheim-West liegt direkt bei Frei-Weinheim. Über den Rhein verkehrt vom Frei-Weinheimer Hafen eine Rheinfähre nach Oestrich-Winkel, Stadtteil Mittelheim. Der Rheinradweg führt linksrheinisch durch den Stadtteil.
Frei-Weinheim war Endpunkt der Zuckerlottche genannten Bahnstrecke Frei-Weinheim–Jugenheim-Partenheim. Die Personenbeförderung wurde aber schon im Jahr 1954 eingestellt und die Strecke wurde bis 1976 nur noch von Güterzügen befahren. Über die Stadtbuslinie 611 ist Frei-Weinheim mit Zwischenhalt am Ingelheimer Bahnhof mit Nieder-Ingelheim verbunden. Die Linie 612 fährt nach Sporkenheim und Ober-Ingelheim.

### Öffentliche Einrichtungen
In Frei-Weinheim gibt es ein Bürgerhaus. Die Freiwillige Feuerwehr sorgt für den Brandschutz und die allgemeine Hilfe in dem Ort.